# Dorfkirche Groß Lindow

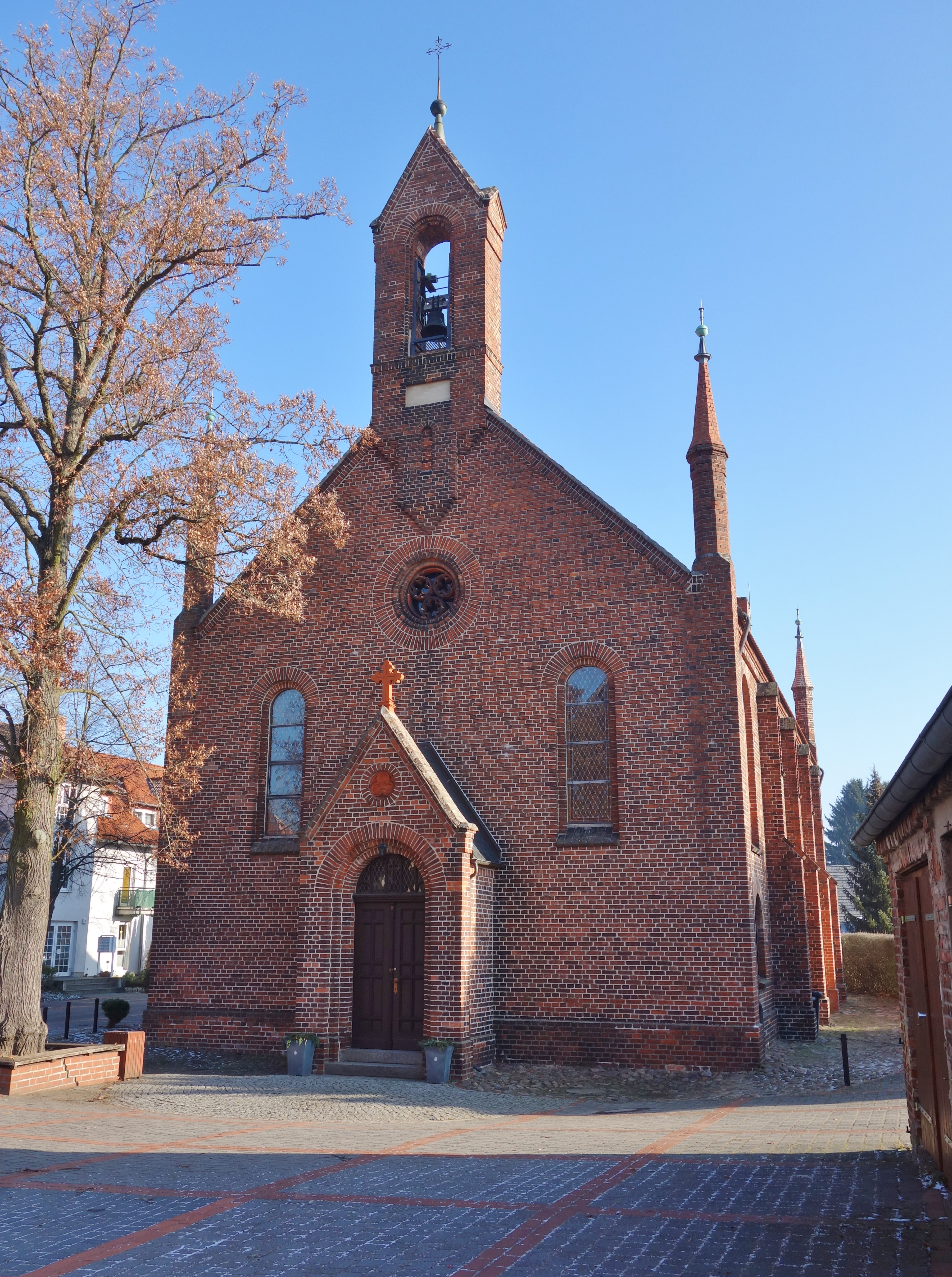
Dorfkirche Groß Lindow, Westseite mit Glockengiebel und fialbekrönten Strebepfeilern

Die Dorfkirche Groß Lindow ist ein Kirchengebäude in der Gemeinde Groß Lindow im Landkreis Oder-Spree des deutschen Bundeslandes Brandenburg. Die Kirche gehört zum Kirchenkreis Oderland-Spree der Evangelischen Kirche Berlin-Brandenburg-schlesische Oberlausitz.

## Architektur
Die Kirche ist ein neugotischer Saalbau aus Backstein aus dem Jahr 1850. Das Gebäude schließt im Osten mit einer polygonalen Apsis ab. Die Glocke aus dem Jahr 1795 ist in einem Glockengiebel im Westen aufgehängt. Die Eckstrebepfeiler laufen in Fialen aus. Die Portale im Westen und Norden sind mit Vorhallen versehen.
Die Kirche wurde zwischen 1993 und 1995 saniert.

## Innengestaltung
Der Innenraum hat eine Holzbalkendecke und eine Hufeisenempore. Die neugotische Ausstattung mit Kanzel, Taufstein und Gestühl stammt aus der Bauzeit. Um 1870 wurde ein gusseiserner Ofen in Zylinderform mit Renaissancedekor eingebaut. Er wurde hergestellt von der Paulinenhütte in Neusalz/Oder. Die Orgel stammt aus dem Jahr 1876 und wurde von der Orgelwerkstatt Paul Bütow hergestellt. Sie wurde 2005 von Schuke Potsdam restauriert.